# Jatropha tanjorensis
Jatropha tanjorensis là một loài thực vật có hoa trong họ Đại kích. Loài này được J.L.Ellis & Saroja mô tả khoa học đầu tiên năm 1962.